# BANG BANG BANG
「BANG BANG BANG」（バンバンバン、韓国語:뱅뱅뱅）は、BIGBANGの楽曲。
韓国語版は「WE LIKE 2 PARTY」とともに2015年6月1日発売の韓国での5thシングル『MADE SERIES：A』に初収録された。日本語版は2016年2月3日発売の日本での5thアルバム『MADE SERIES』に初収録された。
日本での表記は日本語版が「BANG BANG BANG -JP Ver.-」、韓国語版が「BANG BANG BANG」。
韓国では、英語表記と同じ意味のベンベンベン（뱅뱅뱅）とも呼ばれる。

## 概要
BIGBANGの3年振りカムバックプロジェクト「MADE」が2015年4月より始動。その一環として5月から毎月、新曲2曲ずつを収録したシングル『M』『A』『D』『E』を発売。その第二弾として、2015年6月1日に発売されたシングル『MADE SERIES : A』に「WE LIKE 2 PARTY」とともに初収録されたのが本曲である。
日本ではデジタル配信は行われたものの、オフラインとしては2016年2月3日発売の暫定版5thアルバム『MADE SERIES』に、本曲の韓国語版と日本語版が日本では初収録された。この日本語詞はVERBALによって手掛けられた（ちなみにVERBALは「FANTASTIC BABY」の日本語詞作詞も担当している）。

## 特徴・評価・反応
取材に対しG-DRAGONは「BANG BANG BANG」について「自分が考える『BANG BANG BANG』は、BIGBANGと言えば思い出すパフォーマンスが強い曲だ。『LOSER』と『BAE BAE』が感性的で実験的な曲だったとすれば、今回の曲は『FANTASTIC BABY』のように楽しい曲だ」と説明した。またSOLは「パフォーマンスを見たら、僕たちを連想すると思う」と述べた。D-LITEは「BANG BANG BANG」で3行詩を作り「百年が経ってもいい曲」だと述べた。特に、新曲の公開に先駆けて行われたポータルサイト『NAVER』でのCOUNTDOWN LIVEで「銃に撃たれたように（日本語版では一撃でゾッコン）BANG BANG BANG HEY HEY」という歌詞のリフレインを歌って新曲を初公開し、耳目を集めた。
2015年12月2日に行われた韓国最大級の音楽表彰式『Mnet Asian Music Awards2015』では、1年間の韓国音楽界1番の曲に贈られる「最優秀楽曲賞」を受賞。「LOSER」、「BAE BAE」とともにこの曲を披露した。

## ミュージックビデオ
本曲はミュージック・ビデオが製作されている。YouTubeには6月1日にミュージック・ビデオがアップされると、同時期にアップされたMADEプロジェクトの新曲7曲（「IF YOU」のミュージック・ビデオはアップされていない）の中でも一番の再生回数の伸びを示す。2020年12月1日の午後9時9分基準、YouTube再生回数4億9000回を記録し、わずか7ヶ月で1億回を超える底力をアピール。「FANTASTIC BABY」のMVに次ぎ2番目で1億回を達成する大記録をたてた。これは韓国の男性グループ初の記録でもある。2025年5月現在で再生回数が7億回を超えている。

## チャート成績

### 週間チャート
| チャート (2015年 - 2016年)              | 最高位 |
| --------------------------------------- | ------ |
| フィンランド ダウンロード (Latauslista) | 30     |
| フランス (SNEP)                         | 194    |
| 日本 (Japan Hot 100)                    | 2      |
| 韓国 (Gaon)                             | 1      |
| UK インディ (OCC)                       | 44     |
| US World Digital Songs (Billboard)      | 1      |

| チャート (2024年)      | 最高位 |
| ---------------------- | ------ |
| マレーシア (Billboard) | 24     |

### 年間チャート
| チャート (2015年)                  | 順位 |
| ---------------------------------- | ---- |
| マレーシア (Billboard)             | 24   |
| US World Digital Songs (Billboard) | 5    |

| チャート (2016年)                  | 順位 |
| ---------------------------------- | ---- |
| 日本 (Japan Hot 100)               | 28   |
| US World Digital Songs (Billboard) | 16   |

| チャート (2017年)    | 順位 |
| -------------------- | ---- |
| 日本 (Japan Hot 100) | 95   |

## 認定と売上
| 国/地域                                             | 認定 | 認定/売上数 |
| --------------------------------------------------- | ---- | ----------- |
| 日本 (RIAJ) 日本語バージョン                        | Gold | 100,000*    |
| 韓国 (Gaon)                                         |      | 2,500,000   |
| アメリカ合衆国 (Billboard)                          |      | 11,000      |
| ストリーミング                                      |      |             |
| 日本 (RIAJ) 日本語バージョン                        | Gold | 50,000,000  |
| * 認定のみに基づく売上数 · 認定のみに基づく再生回数 |      |             |

## 収録アルバム
| 曲名           | 収録アルバム | 備考                                   |
| -------------- | ------------ | -------------------------------------- |
| BANG BANG BANG | MADE SERIES  | BIGBANGの日本5thフルアルバム（暫定版） |
| BANG BANG BANG | MADE         | BIGBANGの日本5thフルアルバム（完全版） |

| 曲名                     | 収録アルバム      | 備考                                   |
| ------------------------ | ----------------- | -------------------------------------- |
| BANG BANG BANG -KR Ver.- | MADE SERIES       | BIGBANGの日本5thフルアルバム（暫定版） |
| BANG BANG BANG -KR Ver.- | MADE              | BIGBANGの日本5thフルアルバム（完全版） |
| BANG BANG BANG -KR Ver.- | MADE -KR EDITION- | BIGBANGの韓国3rdフルアルバム           |